# Communist Party of India (Marxist-Leninist)
Communist Party of India (Marxist-Leninist) grundades av All India Coordination Committee of Communist Revolutionaries vid en kongress i Calcutta 1969. Partiets grundande deklarerades av Kanu Sanyal vid ett massmöte i Calcutta den 22 april (Lenins födelsedag).
CPI(ML) förespråkade väpnad revolution och fördömde deltagande i val. Partiets ledare var Charu Majumdar och Kanu Sanyal, som båda hade tillhört Communist Party of India (Marxist):s vänsterflygel i norra Västbengalen. Majumdar och Sanyal hade organiserat en revolutionär bonderörelse i Naxalbari, som utmynnade i ett väpnat uppror. CPI(ML) såg Naxalbari den gnista som kunde tända den indiska revolutionens prärieeld, och rörelsen kom att kallas 'naxaliter'. Runt om i Indien, bl.a. i Uttar Pradesh, Bihar, olika delar av Västbengalen och i Srikakulam i Andhra Pradesh organiserade CPI(ML) gerillaenheter. Partiet fick moraliskt stöd från Mao Zedongs Kina, som aktivt uppmuntrade CPI(ML)s försök till revolution. Rörelsen urartade dock tidigt i extrem sekterism, och istället för en folklig väpnad kamp på landsbygden kom terrorism i Calcutta att bli partiets främsta kampmetod.
1971 gjorde Satyanarayan Singh uppror mot Majumdars ledarskap och sekterism. Resultatet blev att partiet klövs i två, dels ett CPI(ML) lett av Satyanarayan Singh och ett CPI(ML) lett av Charu Majumdar. 1972 dog Majumdar i polisarrest, och efter hans död kom en lång ras av splittringar att fortsätta under större delen av 1970-talet. Naxalitrörelsen genomlevde en period av svår repression samtidigt som den fragmenterades alltmer. Ett annat slag mot rörelsen var Bangladeshs befrielsekrig 1971, då Kina uppmanade de indiska naxaliterna att mer eller mindre stödja Pakistan (vilket i praktiken var ett politiskt självmord).
Idag existerar ett stort antal politiska organisationer med sina rötter i AICCCR/CPI(ML). En del håller fast vid, och vidareutvecklar Majumdars koncept med väpnad kamp, medan ett stort antal organisationer har fördömt vad man ser som den sekteristiska epokens snedsteg. Dessa har nu börjat organisera legala strukturer (fackföreningar, m.m.) och börjat delta i parlamentariska val.
Till de mer miltanta organisationerna kan man räkna:
- Communist Party of India (Marxist-Leninist) People's War
- Communist Party of India (Marxist-Leninist) Janashakti
- Communist Party of United States of India
- Communist Party of India (Marxist-Leninist) Naxalbari
- Communist Party of India (Marxist-Leninist) (Mahadev Mukherjee)

Till de mer moderata kan man räkna:
- Communist Party of India (Marxist-Leninist) Liberation
- Provisional Central Committee, Communist Party of India (Marxist-Leninist)
- Communist Party of India (Marxist-Leninist) (Kanu Sanyal)
- Communist Party of India (Marxist-Leninist) Red Flag
- Communist Revolutionary League of India
- Marxist-Leninist Committee

En mellankategori kan sägas utgöras av partier som Communist Party of India (Marxist-Leninist) New Democracy (som kombinerar väpnad kamp med legala arbetsmetoder).